# Université de Bâle
L'Université de Bâle (en latin Universitas Basiliensis, en allemand Universität Basel) est une université suisse fondée en 1460 à Bâle. Elle est de ce fait la plus ancienne université de Suisse.

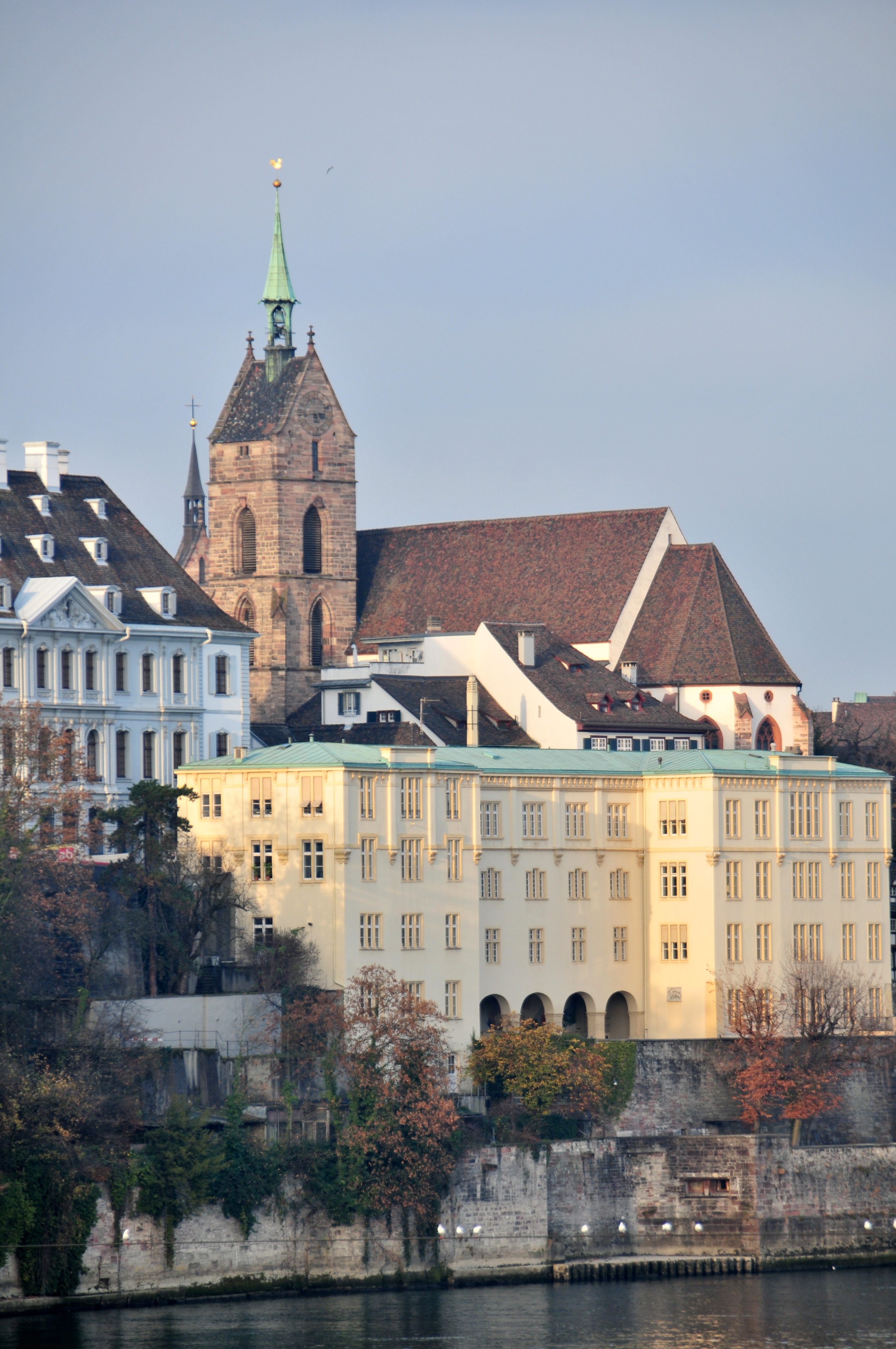
Bâtiment principal de l'ancienne université de Bâle sur le Rhin après la reconstruction de 1860, qui, avec ses arcades au milieu, reprend le langage architectural de la première université italienne à Bologne.

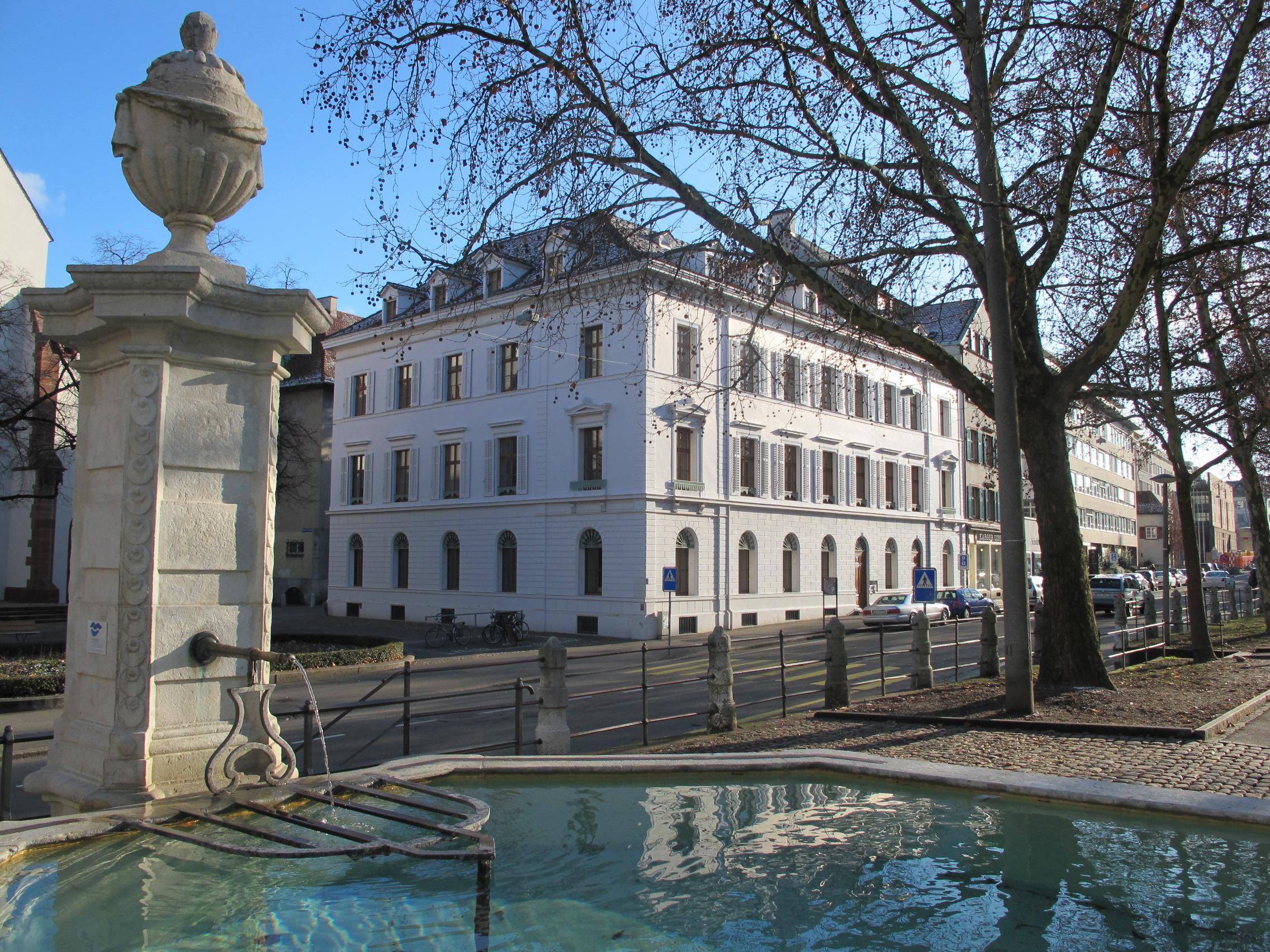
Séminaire de musicologie de l'Université de Bâle en vieille ville.

En raison de l'héritage intellectuel d'Érasme de Rotterdam au XVe siècle, l'université est généralement comptée parmi l'un des lieux de naissance de l'humanisme de la Renaissance,. Elle accueille actuellement près de 13 000 étudiants (chiffres du semestre d'hiver 2019-2020) dans ses sept facultés et compte pratiquement 27 % d'étudiants étrangers.
Parmi les personnalités les plus célèbres qui ont enseigné à Bâle, se trouvent en conséquence Érasme de Rotterdam, Paracelse, Jacob Burckhardt, Friedrich Nietzsche, Karl Jaspers et Karl Barth. Parmi les anciens étudiants et membres actuels et passés du corps enseignant l'on retrouve dix récipiendaires du prix Nobel et deux présidents de la Confédération suisse.
En outre, le Département des biosystèmes de l'ETH Zurich, basé à Bâle, est associé à l'Université de Bâle.

## Facultés
- Droit
- Médecine
- Psychologie
- Sciences économiques
- Sciences naturelles et humaines
- Sciences de la vie
- Théologie

## Historique
L'Université de Bâle a été fondée en relation avec le Conseil de Bâle. L'acte de fondation donné sous la forme d'une bulle pontificale par Pie II le 12 novembre 1459 et la cérémonie d'ouverture officielle a eu lieu le 4 avril 1460. L'université a commencé à fonctionner le lendemain. Le premier recteur fut le prévôt de la cathédrale, Georg von Andlau, nommé par le prince-évêque Johann von Venningen. À l'origine, l'Université de Bâle avait quatre facultés - celles des artistes, une médicale, une théologique et une juridique. La faculté des arts (artes liberales) a servi jusqu'en 1818 comme base pour les trois autres sujets. À l'origine, tous les amphithéâtres de l'université étaient situés dans des bâtiments du Rheinsprung.
Au fil des siècles, lorsque de nombreux étudiants arrivèrent dans la ville, Bâle devint l'un des premiers centres d'impression de livres et d'humanisme de la Renaissance, notamment avec l'arrivée d'Érasme de Rotterdam. À peu près à la même époque, la bibliothèque de l'Université de Bâle a été fondée. Aujourd'hui, il compte plus de trois millions de livres et d'écrits et est la plus grande bibliothèque de Suisse. La bibliothèque était assez insignifiante à ses débuts. Ce n'est qu'à la suite de l'incorporation des collections de livres des monastères dissoutes et nationalisées par la Réforme de 1529 dans la première moitié du XVIe siècle et de l'essor de l'imprimerie humaniste à Bâle qu'elles acquièrent une importance et une portée énormes. Avec l'importance croissante des sciences naturelles, plusieurs nouveaux sujets ont été créés dans la seconde moitié du XIXe siècle. Les femmes furent admises dès 1890 et la première étudiante à l'université était le médecin Emilie Frey.
Après la prise de pouvoir par les nationaux-socialistes en Allemagne en 1933, de nombreux universitaires allemands renommés ont émigré à Bâle, bien que certains scientifiques suisses soient également revenus. Entre autres le professeur de jurisprudence Arthur Baumgarten (1933), les théologiens Karl Barth (1935) et Fritz Leiber (1937), le philosophe israélien Yeshayahu Leibowitz (1934) et après la fin de la Seconde Guerre mondiale le philosophe et psychiatre Karl Jaspers de l'université de Heidelberg (1948).
En 1937, les sciences naturelles ont été officiellement regroupées au sein de la Faculté de philosophie et des sciences naturelles. Le Biocentre de l'Université de Bâle, de renommée mondiale, a été ajouté en 1971. La fusion des sujets économiques a conduit à la création du Centre des sciences économiques (WWZ) en 1988. La faculté de psychologie a été fondée en 2003.
En 2007, l'ETH Zurich a construit son premier siège au-dehors de Zurich à Bâle, le département pour les systèmes biochimiques. Depuis son ouverture, le département est associé à l'université et l'on constate une forte coopération entre les deux institutions.

## Administration et structure
L'université relève de la compétence des cantons de Bâle-Ville et de Bâle-Campagne. Depuis le 1er janvier 1996, une participation nettement plus importante du canton de Bâle-Campagne a été stipulée. C'était devenu nécessaire parce que dans les années 1980 et 1990, il y avait un changement dans l'origine des étudiants de la ville au canton rural. Le 11 mars 2007, les électeurs de Bâle ont approuvé rétrospectivement, au 1er janvier 2007, un parrainage commun de près de 85%. L'Université de Bâle est ainsi la première université à être financée conjointement par deux cantons.
L'université est membre de Swissuniversities, de la Confédération européenne des universités du Rhin Supérieur (EUCOR) ainsi que du Réseau d'Utrecht.
Au début du semestre d'automne 2016, environ 10 000 étudiants en Bachelor et Master et plus de 2 700 doctorants étaient inscrits à l'université de Bâle. Selon le rapport annuel 2016, la proportion de femmes était de 55%. En 2019, l'université dispose d'un budget annuel de 776 millions de francs suisses.

## Personnalités liées à l'université

### Professeurs

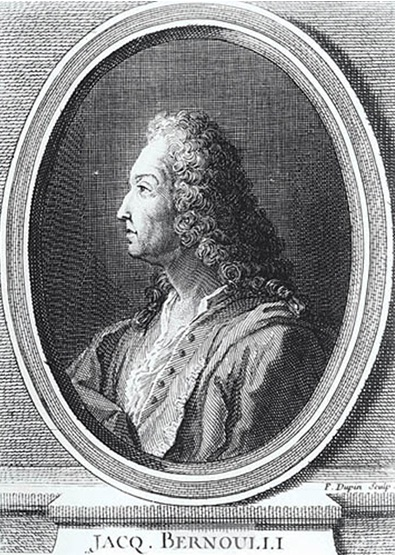
Jacques Bernoulli, mathématicien.
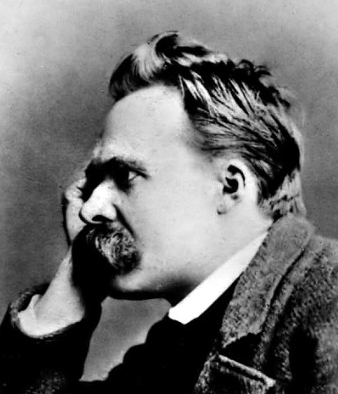
Friedrich Nietzsche, philosophe.
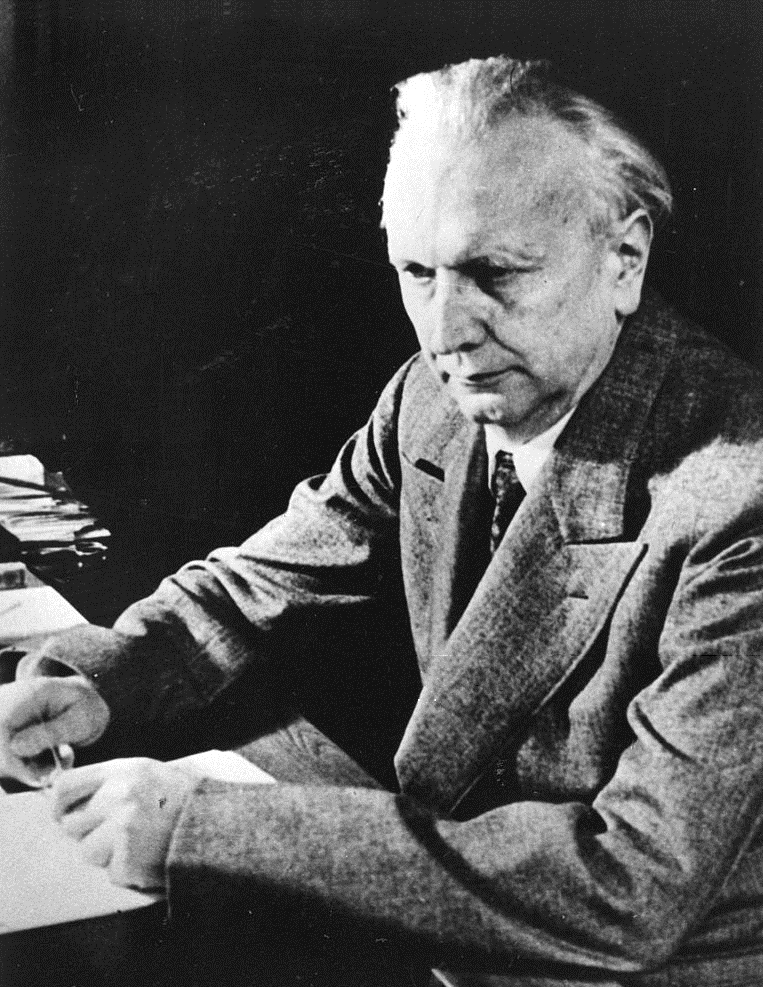
Karl Jaspers, psychiatre et philosophe.
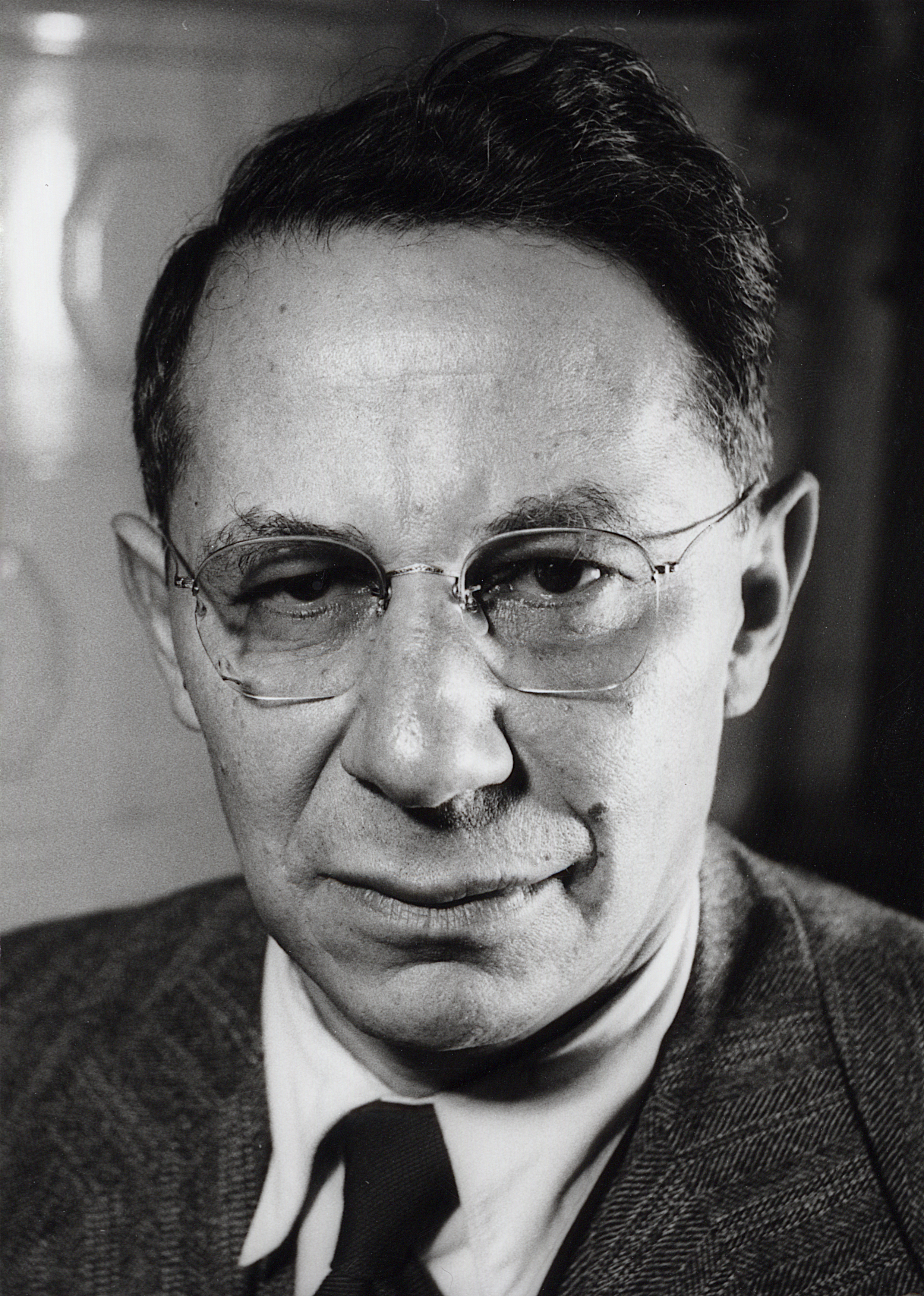
Tadeusz Reichstein, chimiste et lauréat du prix Nobel.
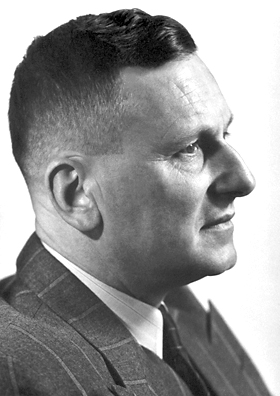
Paul Hermann Müller, chimiste et lauréat du prix Nobel.
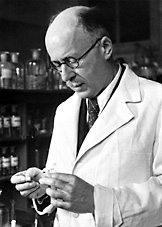
Leopold Ruzicka, chimiste et lauréat du prix Nobel.
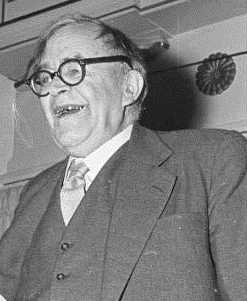
Karl Barth, théologien.

- Werner Arber, lauréat du prix Nobel de physiologie ou médecine en 1978
- Johann Jakob Bachofen
- Jean Bernoulli
- Karl Binding
- Manfred Bleuler
- Sébastien Brant
- Jacob Burckhardt
- Johannes Buxtorf
- Rudolf Eucken, lauréat du Prix nobel de littérature en 1908
- Remigius Fesch
- Lucas Gernler
- Ludwig Imhoff
- Adam Mez
- Friedrich Miescher
- Alexander Ostrowski
- Franz Overbeck
- Paracelse
- Félix Platter
- Thomas Platter le Jeune
- Christian Friedrich Schönbein
- Johann Jacob Spreng

### Étudiants

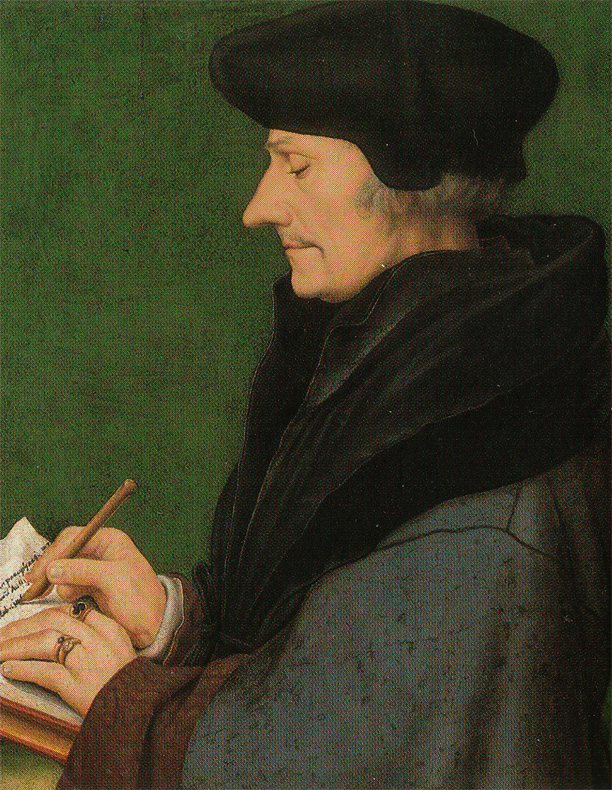
Érasme de Rotterdam, humaniste et philosophe.
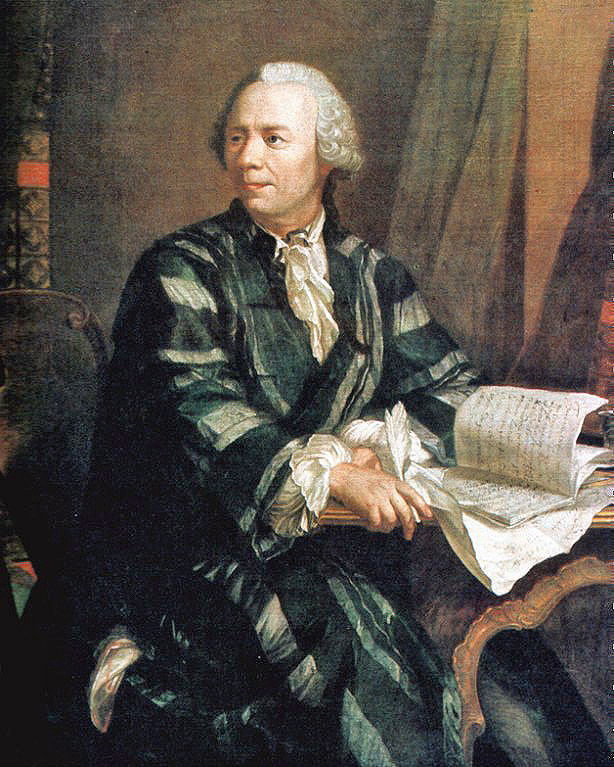
Leonhard Euler, mathématicien.
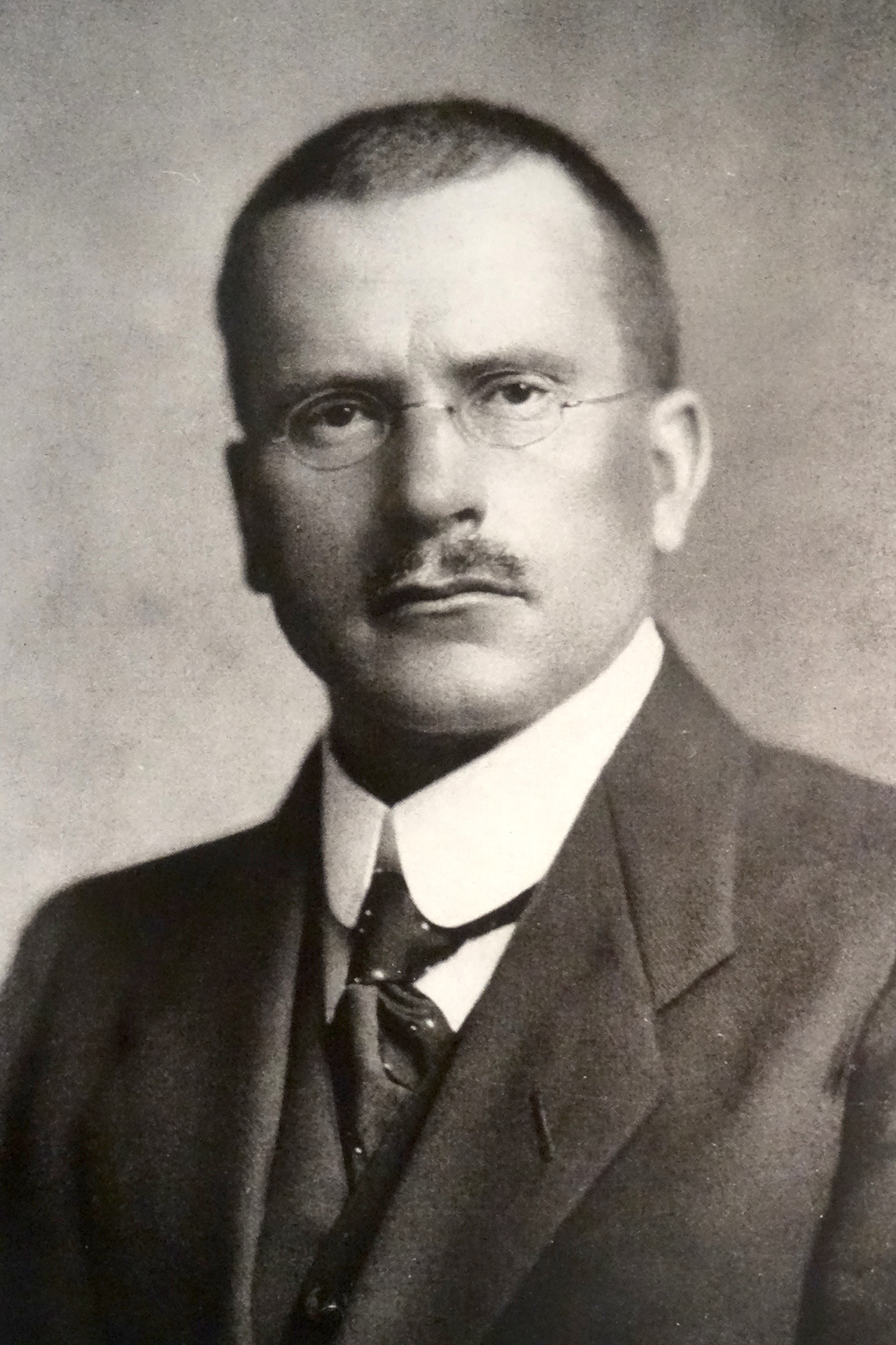
Carl Gustav Jung, psychiatre.
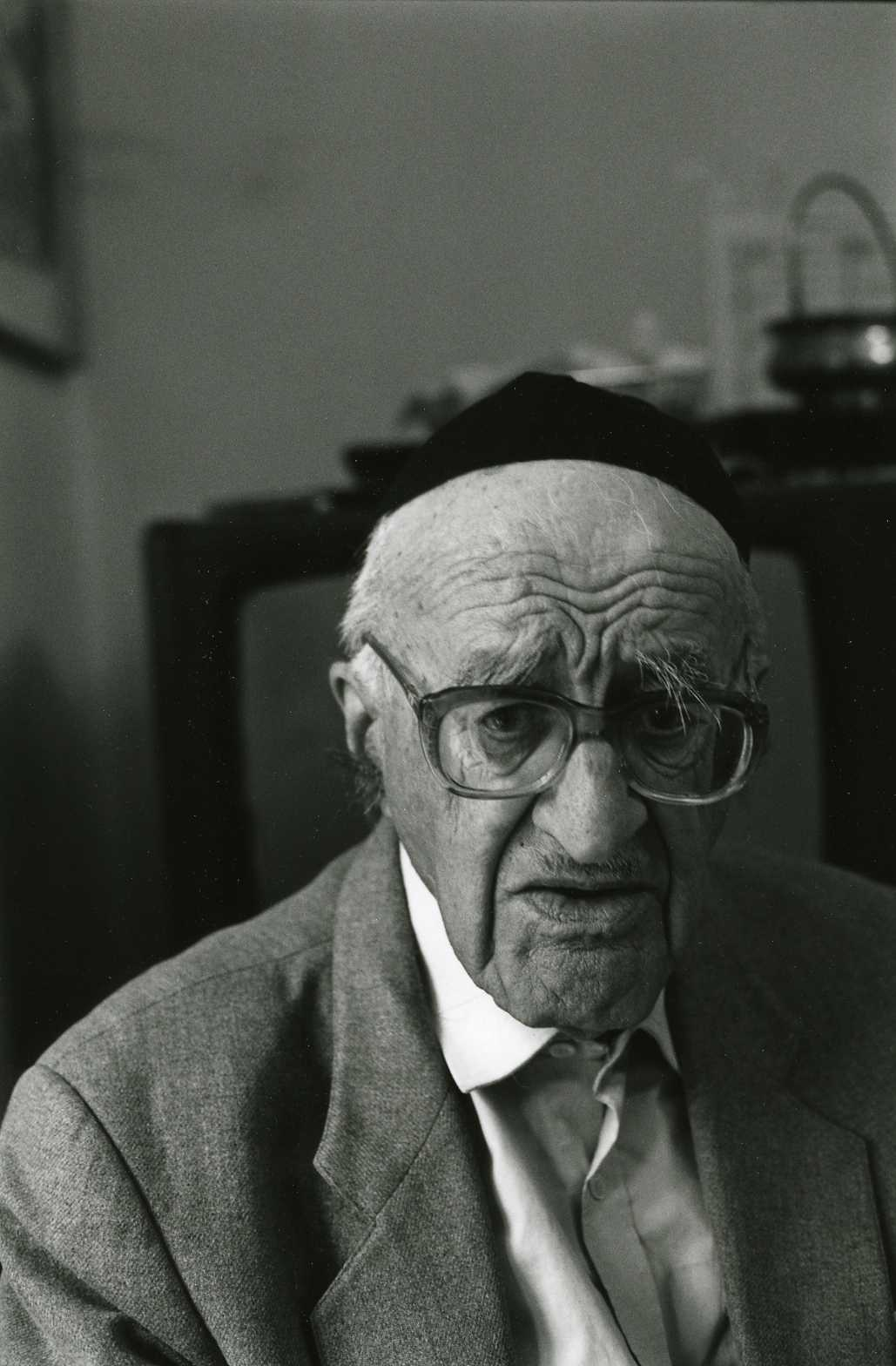
Yeshayahou Leibowitz, biochimiste et philosophe.
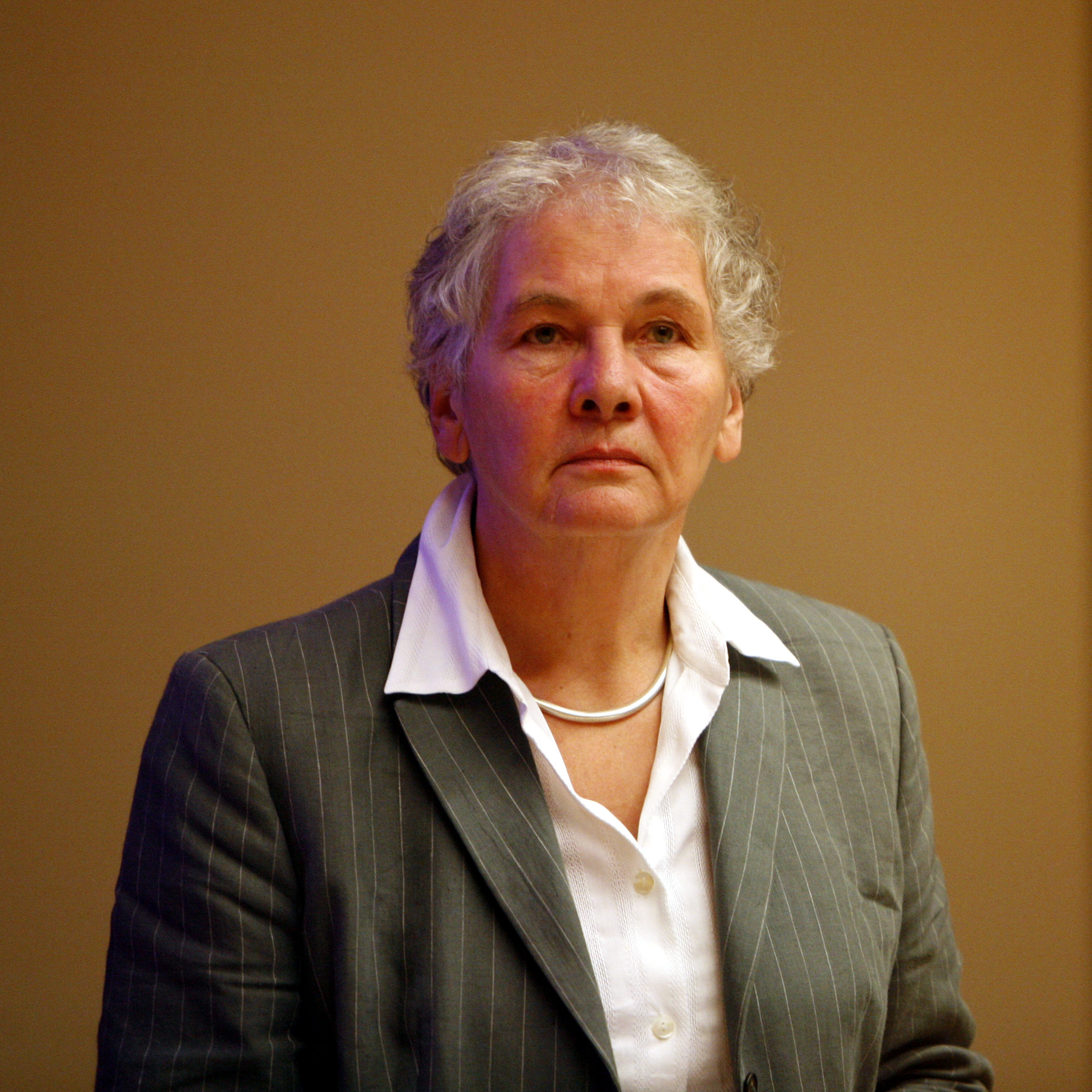
Christiane Nüsslein-Volhard, biologiste et lauréate du prix Nobel.

- Bonifacius Amerbach
- Victor Auger
- Daniel Bernoulli
- Jacob Burckhardt
- Jacques Dubochet, lauréat du Prix Nobel de chimie en 2017
- Marion von Dönhoff
- Albert Gobat, lauréat du Prix Nobel de la paix en 1902
- Albrecht von Haller
- Jeanne Hersch
- Paul Hermann Müller, lauréat du Prix Nobel de physiologie ou médecine en 1948
- Sebastian Münster
- Paracelse
- Otto Stich, président de la Confédération en 1988/1994
- Hans-Peter Tschudi, président de la Confédération en 1965/1970
- Kurt Wüthrich, lauréat du Prix Nobel de chimie en 2002
- Rolf Zinkernagel, lauréat du Prix Nobel de physiologie ou médecine en 1996

## Scientométrie
L'Université de Bâle est régulièrement classée parmi les 100 meilleures universités mondiales dans les palmarès universitaires. En 2019, elle est classée au 87e rang des universités mondiales (sur un total d'environ 20 000) du Shanghai Academic Ranking of World Universities et au 94e rang par le TIMES Higher Education World University Ranking et au 45e rang par le Leiden Ranking de l'Université de Leyde ,.